# Dom van Altenberg
De Dom van Altenberg of Bergische Dom (Duits: Altenberger Dom of Bergischer Dom) is de voormalige kloosterkerk van een in 1133 door cisterciënzers gestichte abdij en wordt sinds 1857 op aanwijzing van de Pruisische koning zowel voor katholieke missen als voor protestantse erediensten gebruikt. Alhoewel de kloosterkerk als "dom" wordt aangeduid, is de kerk nooit een kathedraal in de zin van de zetelkerk van een bisschop geweest.

## Geschiedenis
De kerk werd in de jaren 1255-1279 naar Frans voorbeeld onder het patrocinium van Maria-Hemelvaart gebouwd op de plaats van een romaanse voorganger uit circa 1160. De cisterciënzers kwamen in 1133 naar Altenberg en waren daar met de bouw van een abdij begonnen. De abdij groeide fors en telde tegen het einde van de 12e eeuw al 107 priestermonniken en 138 lekenbroeders, zodat er plannen werden gemaakt om een grotere kerk te bouwen. Graaf Adolf IV van Berg legde in aanwezigheid van de Keulse aartsbisschop de eerste steen van de kloosterkerk en daarmee is de dom (gerekend vanaf het bouwbegin) ongeveer even oud als de dom van Keulen.
De dom van Altenberg werd in streng gotische stijl gebouwd. Bij de bouw werd de cisterciënzer eenvoud vermengd met Noord-Franse bouwvormen, maar geheel volgens de strenge cisterciënzer bouwvoorschriften kreeg de drieschepige basiliek met een kooromgang en een kapellenkrans van zeven kapellen geen toren(s), maar één dakruiter. Beelden en kleurrijke gebrandschilderde vensters ontbraken in de beginjaren.
Met de tijd werden de strenge, eenvoudige cisterciënzer bouwvoorschriften enigszins verzacht, hetgeen goed is af te lezen aan de kerkvensters. In het koor bevinden zich de oudste vensters. Deze vensters zijn eenvoudig en kennen geen kleuren en voorstellingen. Vanaf hier naar het westen toe zijn de vensters steeds jonger en hoe jonger de vensters, des te rijker de kleuren en versiering worden. Het grote westelijke venster werd als laatste venster in het jaar 1400 aangebracht en is een van de mooiste vensters uit de Duitse gotiek. Dit venster lijkt met haar rijkdom aan kleuren en voorstellingen volledig met de cisterciënzer regels te hebben gebroken. Bij veel details in de kerk is te zien dat ook voor 1400 het verbod op kleuren niet zo streng meer werd opgevolgd. Zo hebben de kapitelen van veel zuilen een dieprode kleur en soms bladdecoratie.

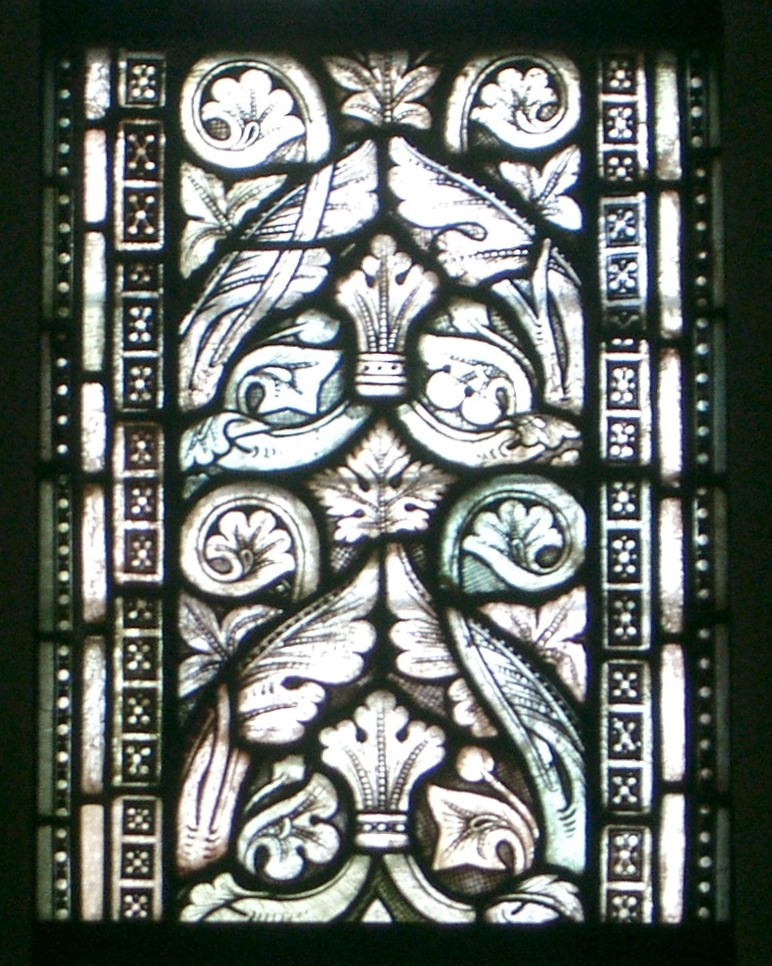
Koorvenster (detail)
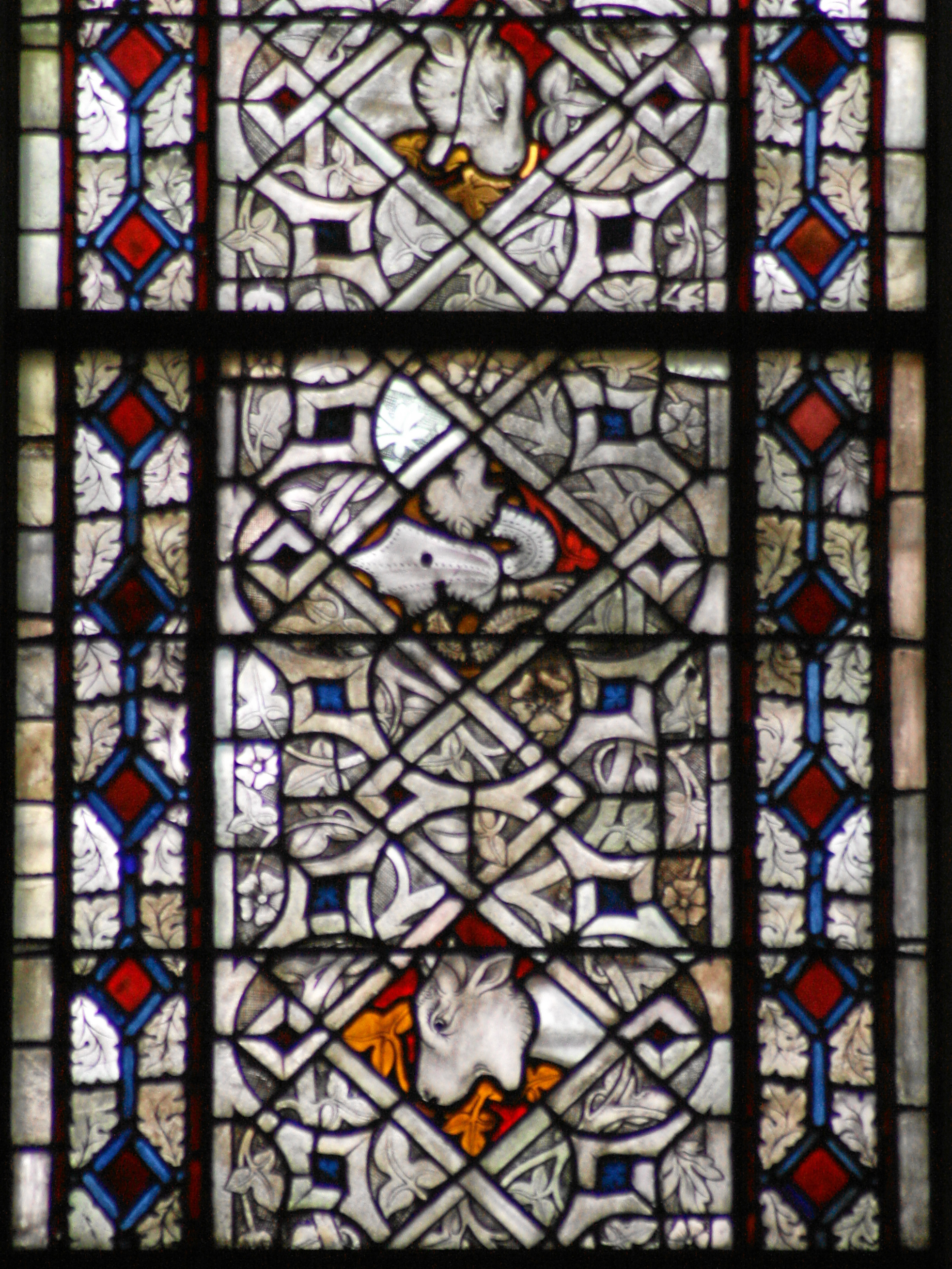
Transeptvenster (detail)
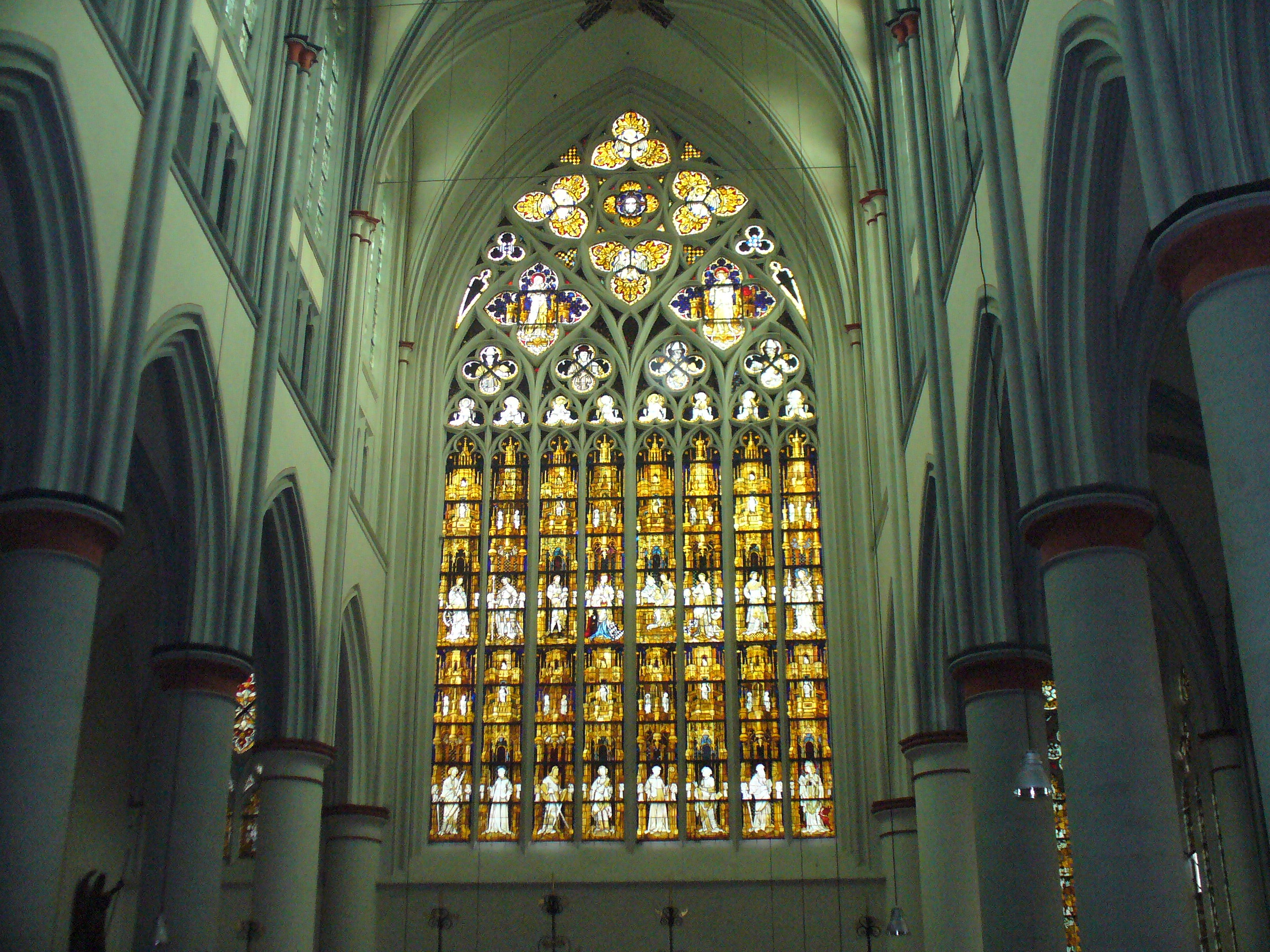
Westelijk venster
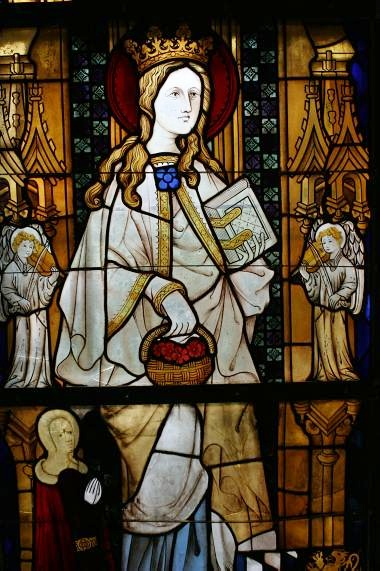
Detail westelijk venster

## Secularisatie

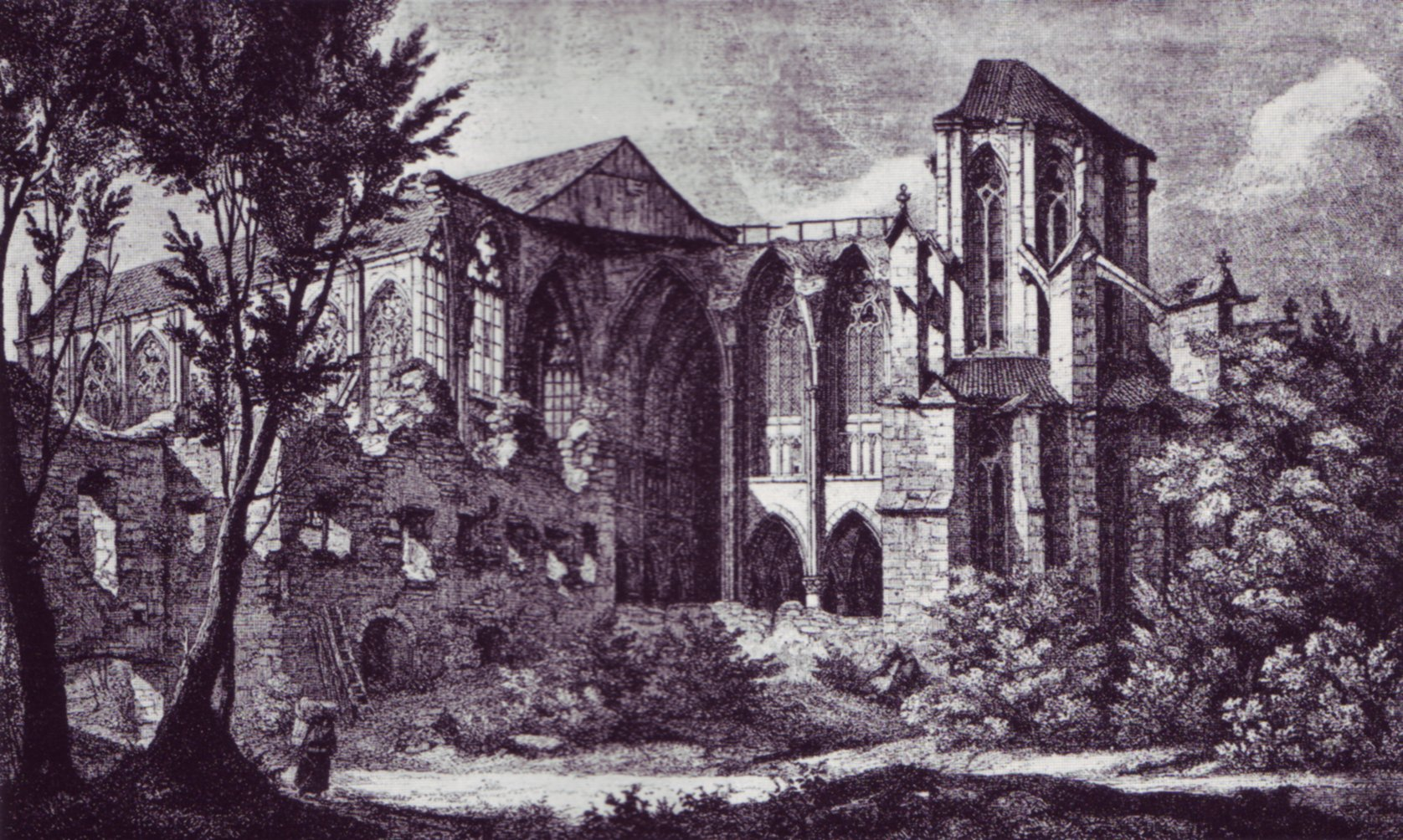
de ruïne in 1834

Als gevolg van de secularisatie in 1803 werd de abdij opgeheven. De inventaris werd een jaar later geveild. De laatgotische adelaarlezenaar uit het jaar 1449 kreeg een nieuwe plek in de Sint-Maximilianuskerk te Düsseldorf. In 1806 verkocht de tussentijdse eigenaar, de Beierse koning Maximilaan Jozef, de kerk en het kloostercomplex aan de Keulse wijnhandelaar Johann Heinrich Pleunissen voor 26.415 rijksdaalders. Het land werd vervolgens verpacht aan twee chemici die er een chemische fabriek vestigden om er Berlijns blauw te produceren. Na een ontploffing in de nacht van 6 op 7 november 1815 in het kloostergebouw ontstond er een brand, die het kloostercomplex grotendeels vernietigde. Het vuur sloeg over op het dak van de abdijkerk en vernietigde het houten dakgestoelte. Nadien vervielen de kloostergebouwen en de kerk steeds meer. Ondanks het nooddak stortten steeds meer delen van de kerk in. Herhaaldelijk verwisselde het complex van eigenaar en ten slotte werd het kloostercomplex deels als steengroeve in gebruik genomen.

## Herstel
In 1834 verwierf graaf Franz Egon von Fürstenberg-Stammheim de kloosterkerk en liet, weliswaar ontoereikende, renovaties uitvoeren. Na de schenking van de kerkruïne aan de Pruisische staat gaf koning Frederik Willem III zijn financiële steun aan de restauratie van de abdijkerk onder voorwaarde dat de kerk in de toekomst als simultaankerk in gebruik zou worden genomen. Het plan was aanvankelijk om het interieur van het kerkgebouw op te delen in een katholiek en protestants deel, maar dat werd door koning Frederik Willem IV resoluut van de hand gewezen. De eerste protestantse eredienst vond plaats op 13 augustus 1857. Volgende restauraties volgden tussen 1894 en 1912 en in de jaren 1960.
Vanaf 1994-2005 vond er opnieuw een omvangrijke restauratie plaats. Tijdens de renovatie bleken de gebreken groter dan ingeschat, zodat het werk niet zoals gepland in 2003 werd voltooid, maar pas in de zomer van 2005 met het inbouwen van het gerenoveerde westelijke venster. De totale kosten van de restauratie bedroegen € 21 miljoen. Het Klais-orgel moest ten gevolge van het vele stof tijdens de restauratie eveneens worden gerenoveerd. Het instrument werd grotendeels gedemonteerd en na de renovatie en vernieuwing van veel delen weer in 2005 geïnstalleerd. De restauratiewerkzaamheden werden op 25 augustus 2006 met een oecumenische eredienst in aanwezigheid van Jürgen Rüttgers, minister-president van Noordrijn-Westfalen, kardinaal Joachim Meisner van Keulen, en Nikolaus Schneider, preses van de Protestantse Kerk in Rijnland, officieel beëindigd.
Naast de middeleeuwse dom bleven zuidwestelijk van de kloosterkerk ook de in 1230 gebouwde Marcuskapel en delen van de voormalige kloostergebouwen bewaard.

## Interieur
In de viering boven het altaar hangt een Altenberger Madonna, een Madonna in een stralenkrans uit het jaar 1530. De Madonna is dubbelzijdig gesneden.
Het westelijk venster werd in 1390 ontworpen en vermoedelijk in 1400 ingebouwd. Het betreft het grootste gotische kerkvenster ten noorden van de Alpen en stelt het hemels Jeruzalem voor. De schenkers van het venster was het hertogelijk paar Anna van de Palts († 1408) en Willem II van Berg († 1408). Ze zijn als knielende figuren op het venster voorgesteld.
In het hertogelijk koor hangt een rouwbord uit 1511.
Het monumentale Klais-orgel heeft tegenwoordig 89 (vroeger 82) registers verdeeld over vier manualen en pedaal. Bijzonder zijn de Spaanse trompetten en een Tuba Mirabilis. De speeltracturen zijn mechanisch resp. elektrisch (twee speeltafels), de registertracturen elektrisch. Het orgel werd in 1980 gebouwd en bezit in totaal 6300 pijpen.

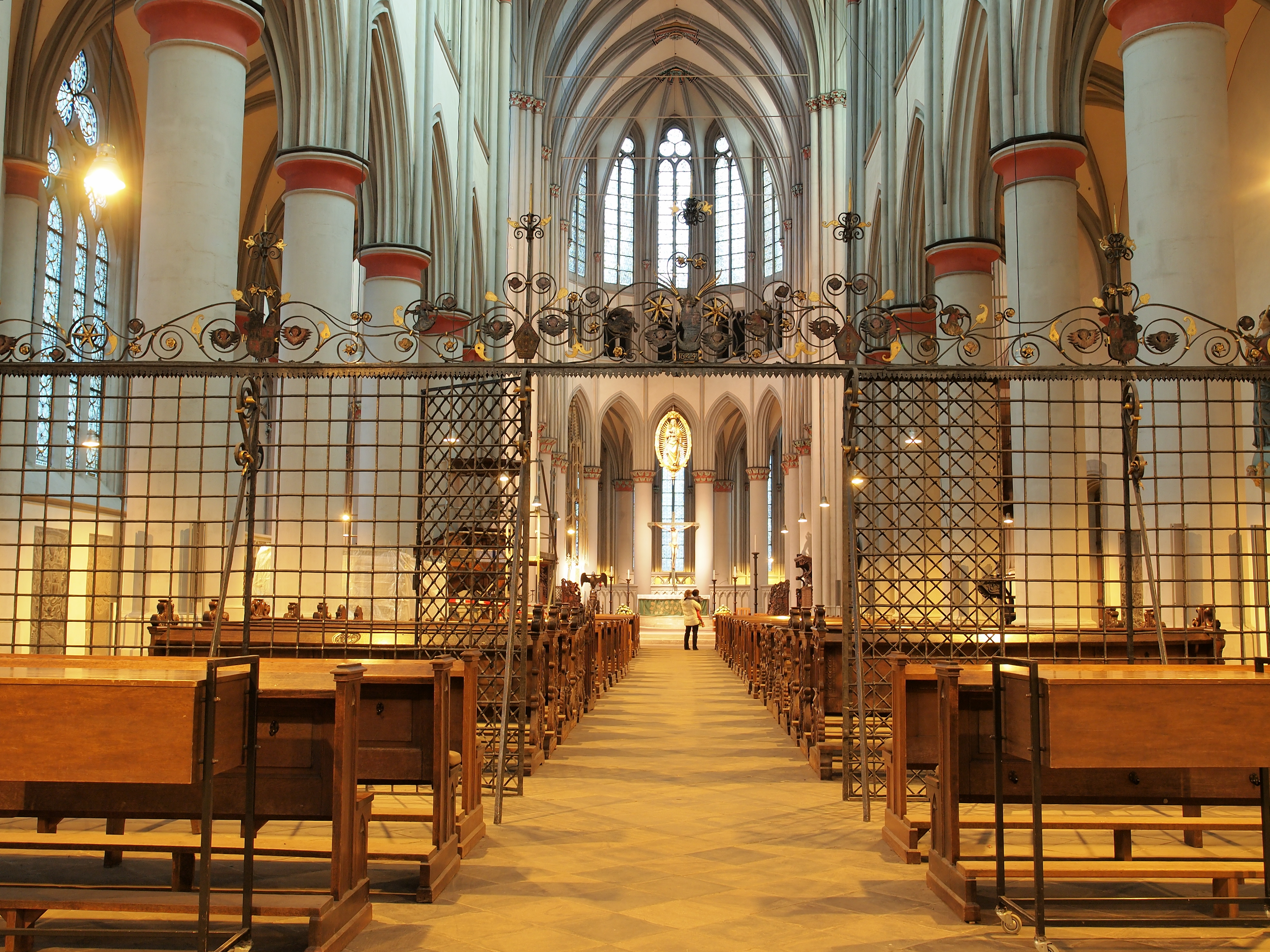
Overzicht interieur
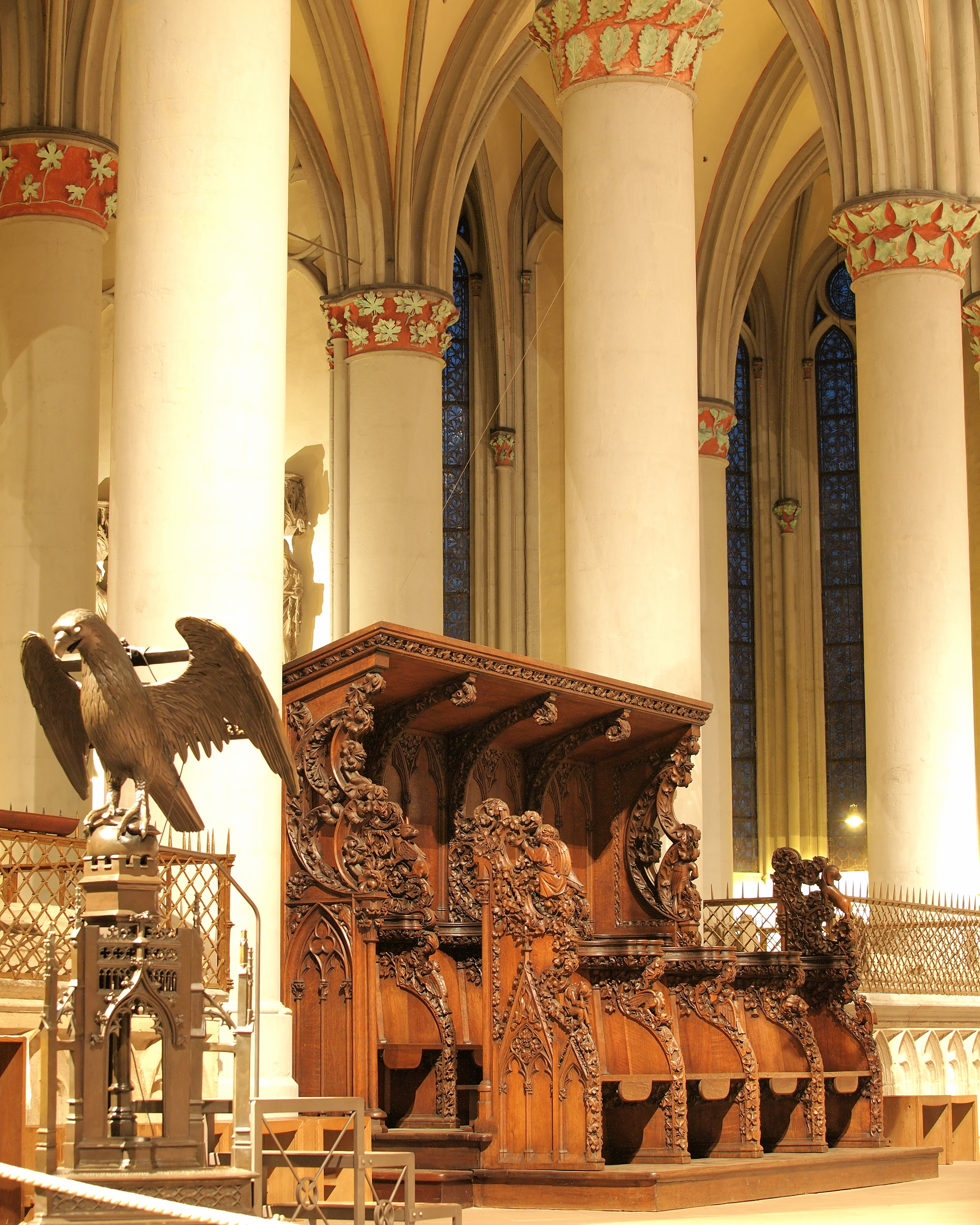
Koorbank
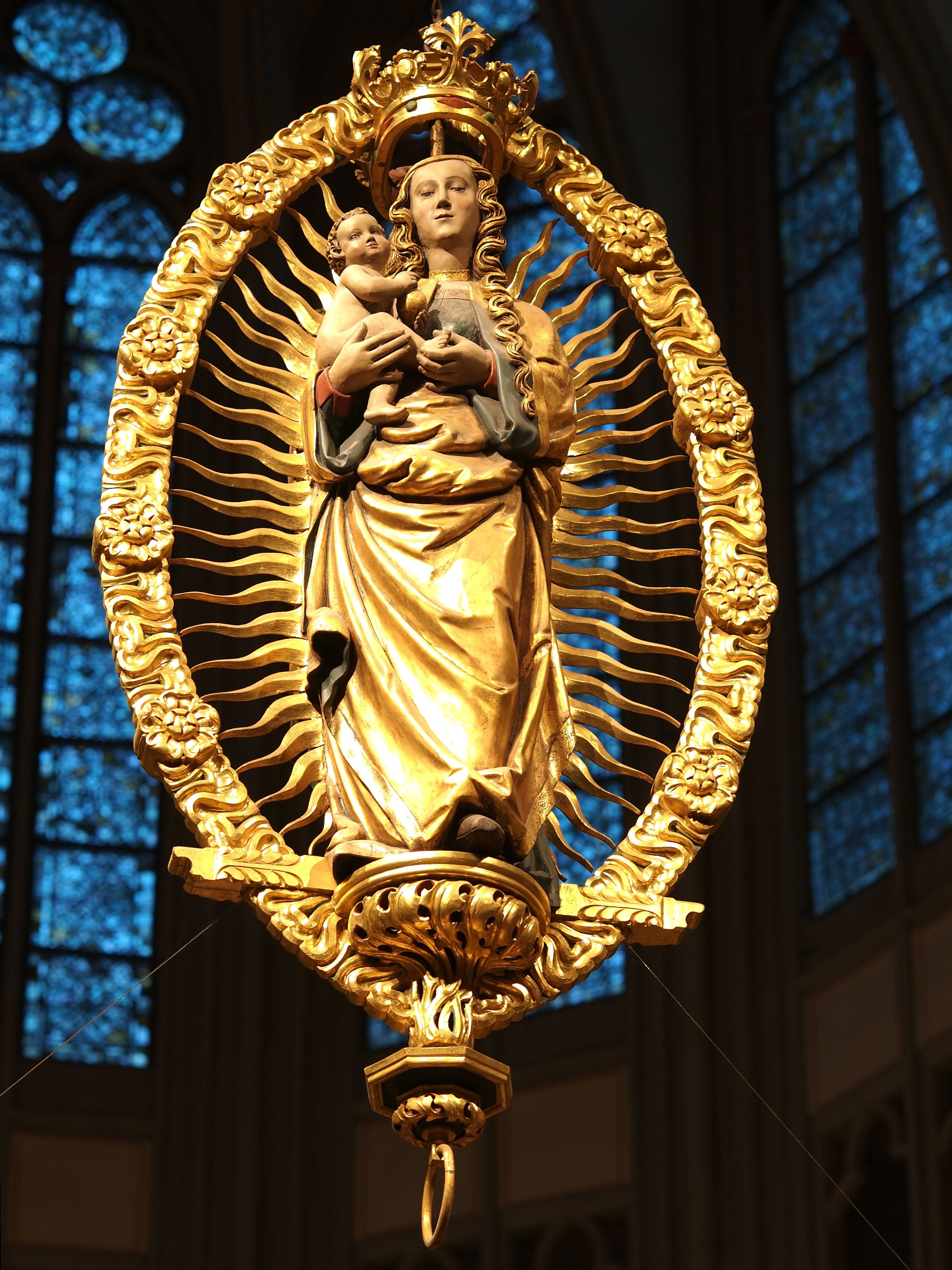
Madonna in stralenkrans
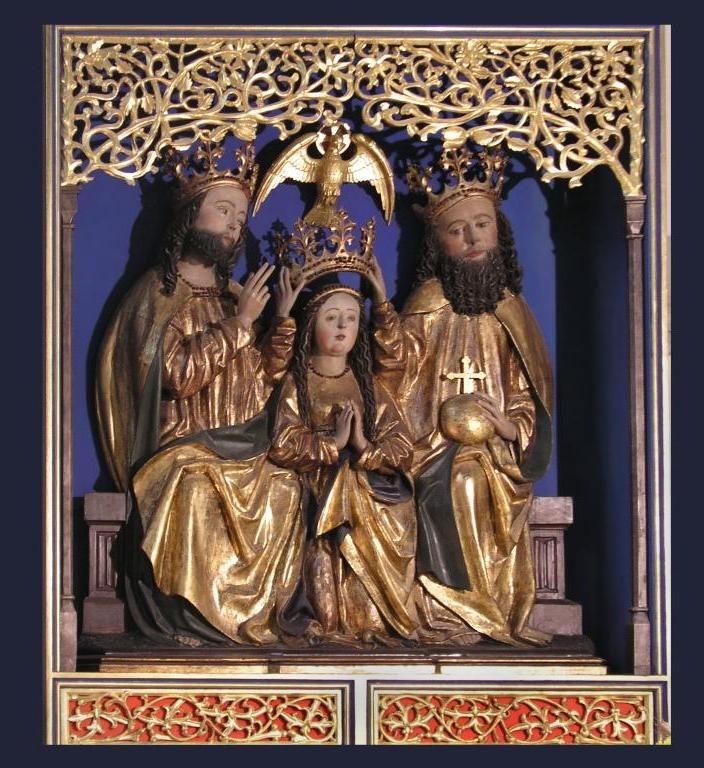
Altaarstuk (2e helft 15e eeuw)
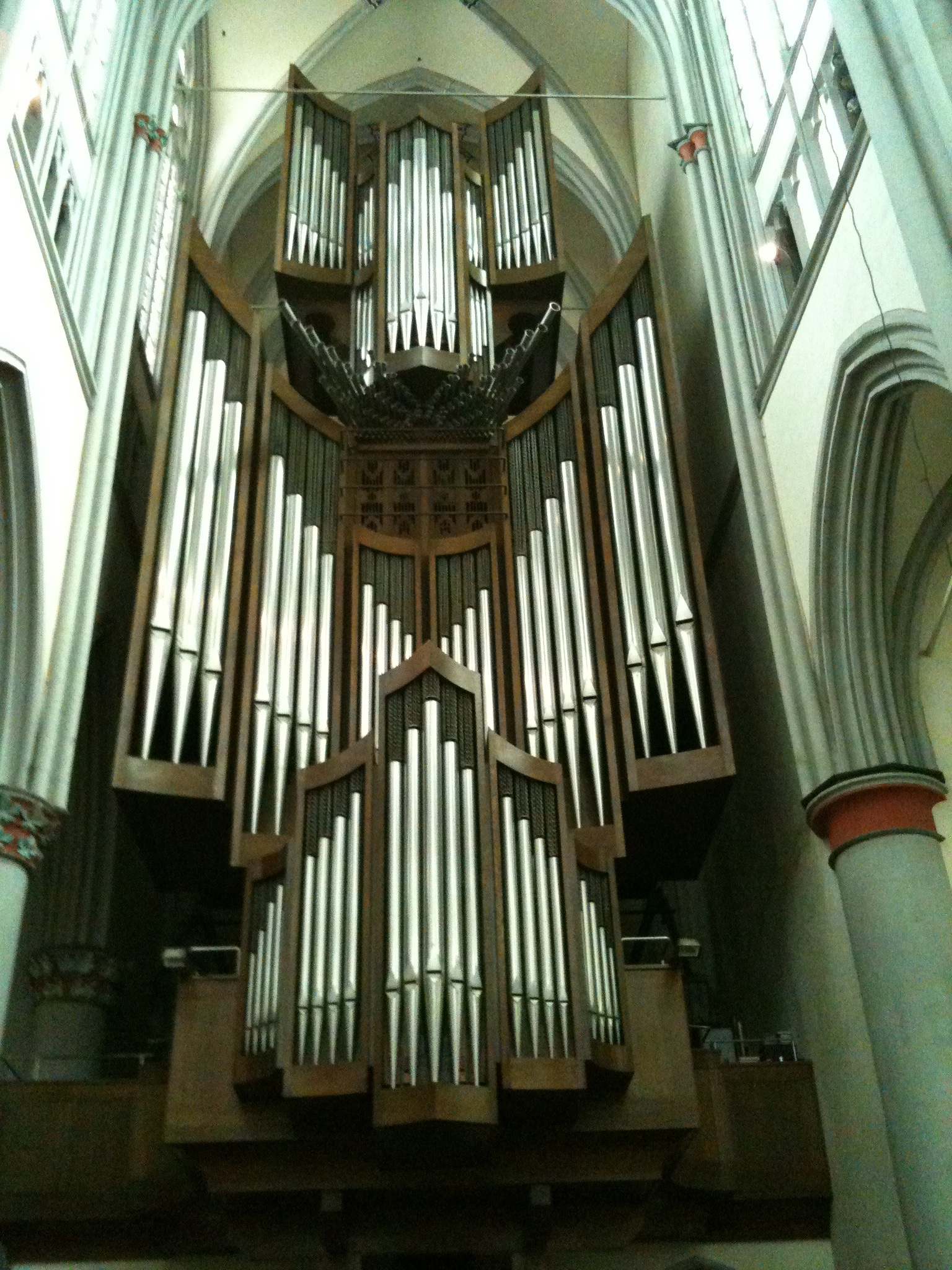
Klais-orgel

## Graven

### Graven van graven en hertogen

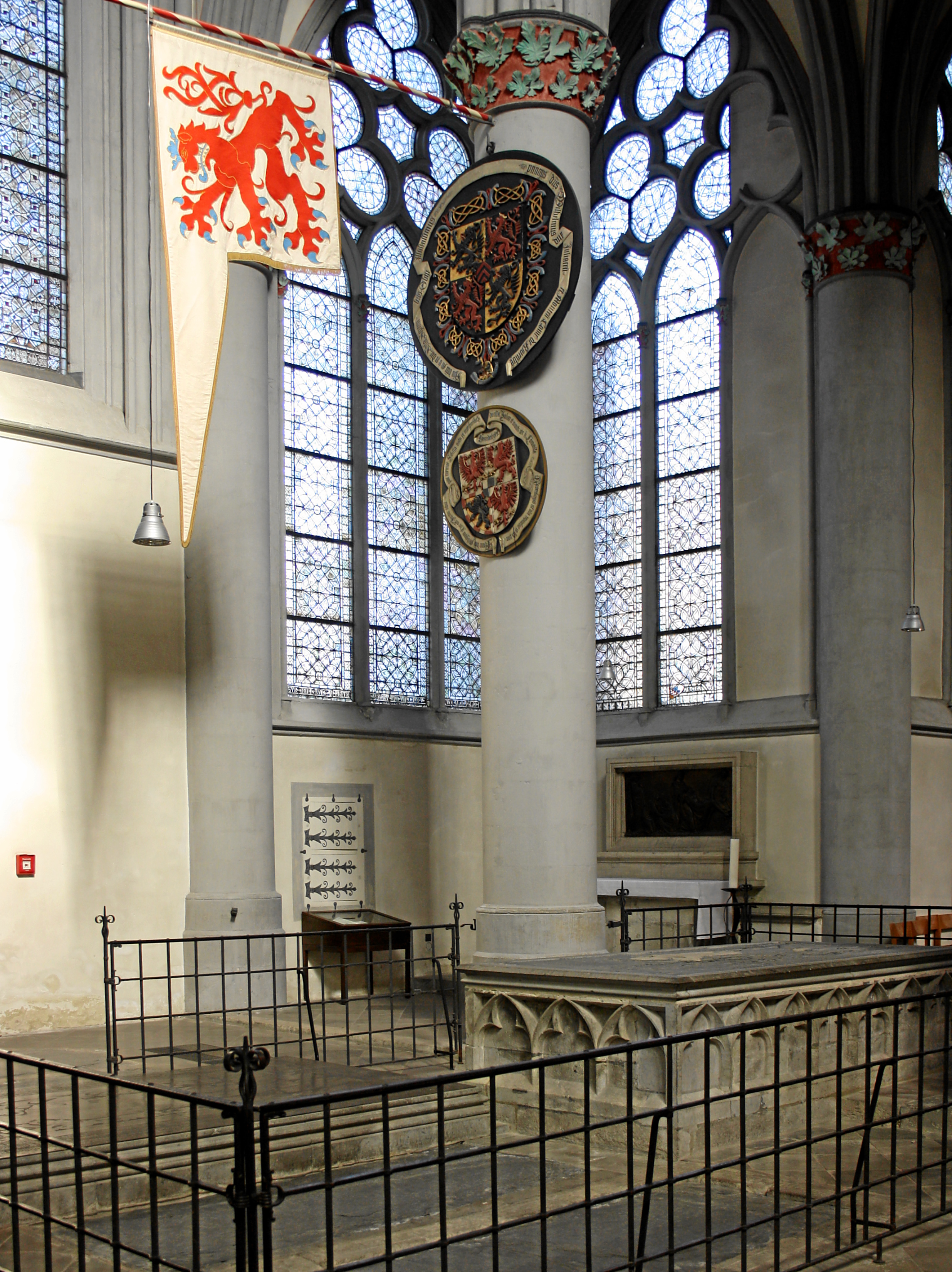
Hertogenkoor (noordelijk transept)

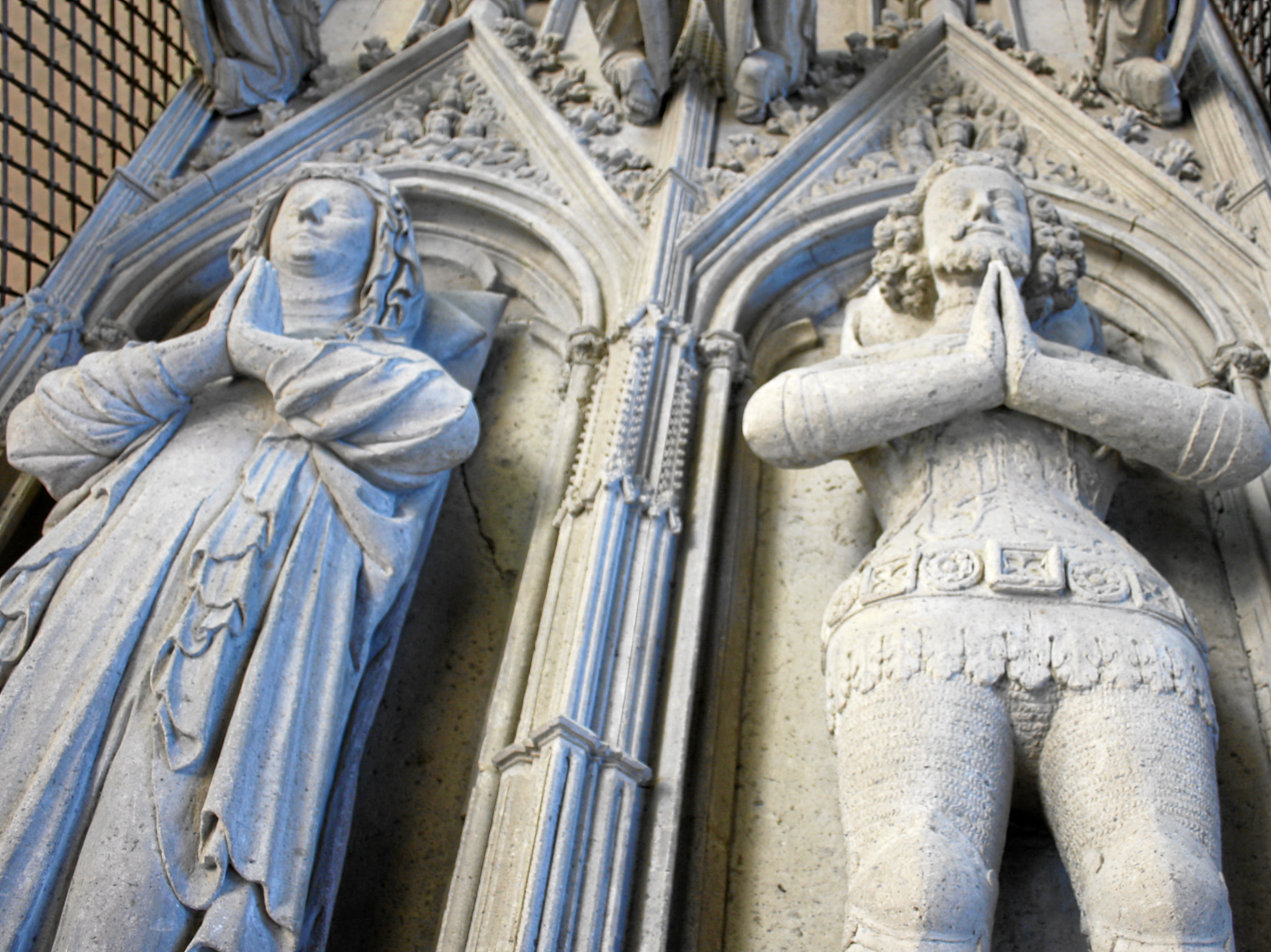
Grafmonument Gerard van Berg en Margaretha van Ravensberg

In de dom ligt o.a. de laatste hertog uit de Bergse tak Willem II van Gulik-Berg begraven. De traditie werd begonnen door graaf Adolf II, die hier eveneens (tussen 1165 en 1170) als monnik begraven werd. In de nis van de middelste kapel van de kapellenkrans is het hart van Engelbert van Keulen bijgezet. Nog tot in de 16e eeuw lieten de graven en hertogen zich in de kapel bijzetten. In de dom zijn verder bijgezet:
- Graaf Everhard van Berg (* omstreeks 1100 - † tussen 1145 en 1152),
- Graaf Adolf II van Berg (* 1090 - † 12 Oktober 1170), stichter van het klooster;  hij werd aanvankelijk in 1170 in de Marcuskapel te Odenthal bijgezet, maar in 1313 herbegraven in de dom.
- Graaf Adolf IV van Berg († 1259)
- Graaf Willem I van Berg (* voor 1296 - † 21 april of 11 mei 1308)
- Proost Koenrad I van Berg  († 25 mei 1313), van 1306 tot 1310 bisschop van Münster
- Graaf Gerard van Berg († 18 mei 1360)
- Margaretha van Ravensberg (* omstreeks 1320 - † 19 februari 1389), echtgenote van graaf Gerard van Berg
- Hertog Willem II van Berg († 25 juni 1408)
- Hertog Adolf van Gulik-Berg, stierf in 1437 als monnik in het klooster van Sint-Martinus te Keulen.
- Hertog Gerard van Gulik-Berg († 1475), stichter van de Huisridderorde van Sint-Hubertus
- Hertog Willem II van Gulik-Berg  (* 9 januari 1455 - † 6 september 1511)

### Graven van abten
De graven van abten van het cisterciënzer klooster:
- Melchior Mondorf, abt van 1627 tot 1643
- Johannes Blankenberg, abt van 1643 tot 1662
- Gottfried Gummersbach, abt van 1662 tot 1679
- Aegidius Siepen, abt van 1679 tot 1686
- Johann Jakob Lohe, abt van 1686 tot 1707
- Johann Henning, abt van 1707 tot 1720
- Paul Euskirchen, abt van 1720 tot 1723
- Gottfried Engels, abt van 1723 tot 1739
- Johannes Hördt, abt van 1739 tot 1779

## Klokken
In de vieringtoren hangt een gelui dat bestaat uit vier klokken. Voor de Tweede Wereldoorlog bestond het gelui uit twee in 1904 te Apolda gegoten klokken. De kleine klok overleefde de oorlog en werd in 1955 omgegoten voor de huidige Engelbertklok.
| Nr. | Naam       | Gietjaar | Gieter, plaat van gieten         | Doorsnee (mm) | Gewicht (kg, ca.) | Slagtoon (HT-1/16) |
| --- | ---------- | -------- | -------------------------------- | ------------- | ----------------- | ------------------ |
| 1   | Liebfrauen | 1955     | Petit & Gebr. Edelbrock, Gescher | 908           | 450               | a1 +2              |
| 2   | Bernhard   | 1955     | Petit & Gebr. Edelbrock, Gescher | 788           | 290               | h1 +2              |
| 3   | Benedikt   | 1955     | Petit & Gebr. Edelbrock, Gescher | 650           | 150               | d2 +3              |
| 4   | Engelbert  | 1955     | Petit & Gebr. Edelbrock, Gescher | 578           | 110               | e2 +2              |